# Barnesiellaceae
Famille
Barnesiellaceae est une famille bactérienne copreant le genre de bactéries à Gram négatif Barnesiella faisant partie de l'ordre des Bacteroidales et du phylum Bacteroidota.

## Historique
La famille Barnesiellaceae a été décrite en 2019 et validée l'année suivante par l'ICSP. Cette famille , en même temps que la création du genre Barnesiella pour contenir deux souches de bactéries isolées du caecum de poulets.

## Taxonomie
Le nom correct complet (avec auteur) de ce taxon est Barnesiellaceae García-López et al. 2020.
Le genre type est Barnesiella Sakamoto et al. 2007.

### Étymologie
L'étymologie de la famille Barnesiellaceae est la suivante :  Bar.ne.si.el.la’ce.ae N.L. fem. dim. n. Barnesiella, genre type de la famille; L. fem. pl. n. suff. -aceae, suffixe utilisé pour définir une famille; N.L. fem. pl. n. Barnesiellaceae, ce qui signifie la famille des Barnesiella,.

### Synonymie
Barnesiellaceae a pour synonymes :
- Barnesiellaceae Ormerod et al. 2016
- Coprobacteraceae Chuvochina et al. 2024

### Classification Phylogénique
L'analyse phylogénétique de séquences de l'ARNr 16S a permis de classer les Barnesiella proches de Parabacteroides distasonis. Elles ont donc d'abord été classées au sein de la famille Porphyromonadaceae dès leur description et dans le Bergey's Manual. En 2016, les Barnesiella et donc Barnesiella viscericola aussi, sont reclassées dans la famille des Barnesiellaceae nouvellement créée et dont elles deviennent le genre type, et donc séparées de la famille Porphyromonadaceae tout en restant incluses dans l'ordre des Bacteroidales, la classe des Bacteroidia et dans le phylum Bacteroidota. Cette première description de la famille Barnesiellaceae n'a pas été formellement validée. En 2019, une nouvelle étude basée sur le séquençage des généomes redéfinit de nombreux taxons et confirme l'existence de la famille Barnesiellaceae.

## Description
La famille Barnesiellaceae comprend actuellement deux genres bactériens:
- Barnesiella Sakamoto et al. 2007, genre type depuis 2019
- Coprobacter Shkoporov et al. 2013

Cette famille comprend également un genre candidat :
- "Candidatus Gallibacteroides" Gilroy et al. 2021

Le genre Gabonia décrit en 2016 par Mourembou et al. a été synonymisé avec le genre Coprobacter.